# Bidessonotus caraibus
Bidessonotus caraibus là một loài bọ cánh cứng trong họ Bọ nước. Loài này được Chevrolat miêu tả khoa học năm 1863.